# 洪光淳
洪 光淳（ホン・グァンスン、朝鮮語: 홍광순、1953年 -  ）は、朝鮮民主主義人民共和国の映画監督、政治家。国家映画委員会委員長。文化相、朝鮮労働党中央委員会委員候補、朝鮮4.25芸術映画撮影所総長などを歴任した。

## 経歴
1953年に生まれた。出生地は不明。1976年11月に平壌演劇映画大学社会主義労働青年同盟副委員長に就任し、同大学で教鞭を執った。2000年10月に朝鮮人民軍傘下の朝鮮4.25芸術映画撮影所上級演出家に就き、演出家として多くの映画や軽喜劇を作り北朝鮮で最高の映画監督との評価を得た。映画好きで知られる金正日総書記からも次回作を望まれ、洪が家庭の事情で監督を止めた際には金総書記の配慮により復帰したほどである。2009年5月に朝鮮4.25芸術映画撮影所総長に、2010年8月には国家映画委員会委員長に任命され、9月17日に開催された第12回平壌国際映画祝典で開幕演説を行った。
同年9月28日に開催された朝鮮労働党第3回党代表者会で朝鮮労働党中央委員会委員候補に選出され、2011年12月17日に金正日総書記が死去した際には、国家葬儀委員会委員に選ばれた。2012年5月に文化相に任命され、2013年9月まで務めた。2016年5月9日に開催された朝鮮労働党第7次大会で大会書記部に選出された。2018年4月14日に宋濤中国共産党中央対外連絡部長が中国芸術団を率いて訪朝した際に、金正恩委員長が歓迎する宴会を主催すると宴会に同席した。

## 参考サイト
- 북한정보포털

| 先代安東春 | 文化相2012年 - 2013年 | 次代朴春男 |